# .hack//G.U. (série de jeux vidéo)
.hack//G.U. est une série de jeux vidéo de type action-RPG. Elle comporte trois titres et s'intègre dans l'univers .hack//G.U..

## Titres
- 2006 : .hack//G.U. vol. 1//Rebirth (PlayStation 2)[1]
- 2006 : .hack//G.U. vol. 2//Reminisce (PlayStation 2)[2]
- 2007 : .hack//G.U. vol. 3//Redemption (PlayStation 2)[3]
- 2017 : .hack//G.U. Last Recode (PlayStation 4, Windows), trilogie remastérisée[4],[5]